# Edward Gilbert Abbott
Edward Gilbert Abbott (1825–1855) foi o paciente em quem William T.G. Morton demonstrou publicamente o uso do éter como anestésico cirúrgico. A operação foi feita em um anfiteatro no Hospital Geral de Massachusetts, agora conhecido como Ether Dome, em 16 de outubro de 1846. Depois que Morton administrou o éter, o cirurgião John Collins Warren removeu uma parte de um tumor do pescoço de Abbott. Depois que Warren terminou e Abbott recuperou a consciência, Warren perguntou ao paciente como ele se sentia. Segundo consta, Abbott disse: "Parece que meu pescoço foi arranhado". Warren então se voltou para sua audiência médica e disse: "Cavalheiros, isso não é farsa". Isso foi presumivelmente uma referência à demonstração malsucedida de anestesia com óxido nitroso por Horace Wells no mesmo teatro no ano anterior, que foi encerrada por gritos de "Farsa!" depois que o paciente gemeu de dor.